# Eliziejus Draugelis
Eliziejus Draugelis (ur. 11 kwietnia 1888 w Bardauskai na Suwalszczyźnie, zm. 8 października 1981 w São Paulo) – litewski lekarz i działacz państwowy. 

## Życiorys
Po ukończeniu szkoły podstawowej w rodzinnej miejscowości uczył się w gimnazjum w Mariampolu. W 1914 ukończył studia na Wydziale Medycyny Uniwersytetu Moskiewskiego. W trakcie studiów założył Towarzystwo Litewskich Studentów Katolików "Rūta", którego został pierwszym przewodniczącym, oraz organizację ateitininków. 
Po wybuchu I wojny światowej zmobilizowany, pracował jako lekarzy w armii rosyjskiej. W 1917 wszedł w skład Głównej Rady Litwinów w Rosji z siedzibą w Woroneżu, jednak w tym samym roku został aresztowany i uwięziony przez bolszewików. 
W 1918 powrócił na Litwę, obejmując obowiązki pierwszego burmistrza Mariampola (do 1919). 23 lipca 1918 został dokooptowany do Taryby. W gabinecie Ernesta Galvanauskasa objął tekę ministra spraw wewnętrznych (1919–1920). 
W 1919 znalazł się wśród założycieli Litewskiego Związku Rolniczego (Lietuvos ūkininkų sąjunga) – był jego przewodniczącym. W 1920 uzyskał mandat posła na Sejm Ustawodawczy, później wybierany był również w latach 1922 i 1923 (we wszystkich przypadkach z list bloku chrześcijańsko-demokratycznego). Od 1923 do 1926 pełnił obowiązki sekretarza Sejmu. 
W latach 1926–1927 stał na czele Departamentu Ochrony Zdrowia, był również głównym ordynatorem szpitala w Kownie. Po odejściu z polityki pracował jako lekarz, m.in. dyrektor szpitala psychiatrycznego w Kalwarii na Suwalszczyźnie (1932–1940). 
W czasie II okupacji niemieckiej stał na czele punktu ochrony zdrowia w Giżach koło Kieturwłoków. Na krótko przez ponownym wejściem Litwy w skład ZSRR wyjechał do Niemiec, gdzie pełnił funkcję głównego lekarza w punktach dla litewskich uchodźców. W 1947 znalazł się w Brazylii, gdzie uzyskał zatrudnienie na Wydziale Medycyny Uniwersytetu w São Paulo oraz w prywatnych szpitalach i laboratoriach. 
W 1958 współtworzył Wspólnotę Brazylijskich Litwinów (do 1960 był przewodniczącym jej Rady).